# Jupiter et Sémélé
Jupiter et Sémélé (1894-95) est un tableau réalisé par le peintre symboliste Gustave Moreau (1826-1898). Il illustre l'épisode de la mythologie de la mortelle Sémélé, mère du dieu Bacchus, et de son amant, Jupiter, le roi des dieux. Sémélé a été traîtreusement conseillée par la déesse Junon, l'épouse de Jupiter, de demander à ce dernier d'apparaître dans toute sa splendeur divine. Mais en réalisant son souhait il provoqua sa mort violente causée par le tonnerre et la foudre. Ce tableau est une représentation « divinisée de l'amour physique » et l'insoutenable épreuve qui consume Sémélé alors que le dieu apparaît dans sa beauté suprême a été comparée à « l'expression la plus somptueusement imaginable d'un orgasme ».
A propos de cette œuvre, Gustave Moreau écrit lui-même : 
« Le dieu, tant de fois évoqué, se manifeste dans sa splendeur encore voilée : Sémélé pénétrée des effluves divines, régénérée, purifiée par le sacre, meurt foudroyée et avec elle le génie de l'amour terrestre, le génie au pied de bouc ».

## Description
Dans ses Carnets, Moreau décrit sa toile ainsi : 

« Au centre d'architectures aériennes, colossales, sans base ni faîtes, couvertes de végétations animées et frémissantes, flore sacrée se découpant sur les sombres azurs des voûtes étoilées, le Dieu tant de fois invoqué se manifeste dans sa splendeur encore voilée. »

L'œuvre de Moreau représente un monde mystique complexe, intense et surprenant, hanté et chargé d'une imagerie symbolique. Son iconographie est tirée de la mythologie, d'écrits Symbolistes et de ses propres interprétations personnelles, qui sont délibérément mystérieuses et ambiguës. Jupiter est représenté de façon conventionnelle, assis “en Majesté” avec la malheureuse Sémélé ensanglantée assise sur sa cuisse droite. Son regard est sévère, ses yeux écarquillés et fixant droit devant lui exprimant un sentiment de conquête féroce. Son trône et la cour environnante, présentent une profusion peu orthodoxe et extravagante d'éléments architecturaux et végétaux qui — bien que représentés, in fine, de façon réaliste, et même avec la précision d'un bijou — donnent une impression d'ensemble onirique et fantastique. Partout, une profusion de couleurs vives rivalise avec les ombres sombres représentant les volumes. D'innombrables groupes de dieux, déesses et figures allégoriques semblent coexister à différentes échelles, indépendants et indifférents les uns aux autres. L'œil doit s'adapter aux changements étranges de proportions lorsqu'il se promène à travers le tableau. Parmi les figures, trois sont placées directement aux pieds de Jupiter : une femme berçant une épée ensanglantée symbolise la Mort qui vient de frapper, une autre femme, figure de la Tristesse et de la Douleur, arbore un lys blanc (symbole de pureté), et un Grand Pan derrière lequel un aigle, symbole de Jupiter, déploie ses ailes. 

« Au pied du trône, la Mort et la Douleur formant la base tragique de la vie et non loin d'elles, sous l'égide de l'aigle de Jupiter, le grand Pan, symbole de la Terre, courbe son front attristé dans un regret d'esclavage et d'exil, tandis qu'à ses pieds s'entasse la sombre phalange des monstres de l'Erèbe et de la Nuit... »

— Gustave Moreau, Carnets
Le pied droit de Jupiter repose sur un serpent qui mord sa propre queue. Une effroyable Hécate, avec ses polos et son croissant de lune, apparaît dans le coin inférieur gauche. Parmi les autres figures figurent un démon à trois têtes et plusieurs ailes, et des figures d'anges.

## La réception et l'interprétation
L'écrivain et peintre français Malcolm de Chazal (1902-1981), a nommé l'image de Jupiter et de Semele « cette naissance-mort-en-un ».  
Le suédois surréaliste Ragnar von Holten (1934-2009) décrit cette œuvre comme « une allégorie de la régénération par la mort ». 
Le thème de Jupiter et de Sémélé a également été interprété par les peintres de Jacopo Tintoretto (ca. 1545) et Jean-Baptiste Deshays de Colleville (ca. 1760).
Le tableau fait partie des « 105 œuvres décisives de la peinture occidentale » constituant le musée imaginaire de Michel Butor.